# Maurice Agulhon
Maurice Agulhon (Uzès, 20 dicembre 1926 – Brignoles, 28 maggio 2014) è stato uno storico francese.
Dopo aver insegnato nell'Università di Aix-en-Provence e, dal 1972, alla Sorbona di Parigi, nel 1985 è passato a insegnare storia della Francia contemporanea al Collège de France. È stato iniziatore degli studi sulla sociabilità (come confraternite religiose, logge massoniche, circoli e caffè) e sulla simbologia politica nella Francia ottocentesca.

## Opere
- Pénitents et francs-maçons de l'ancienne Provence, Paris, Fayard, 1968.
- CRS à Marseille, "la police au service du peuple" 1944-1947, en collaboration avec F.Barrat, Paris, Armand Colin, 1971.
- La France de 1914 à nos jours, en collaboration avec André Nouschi, Paris, Armand Colin, 1971.
- 1848 ou l'apprentissage de la République (1848-1851), Paris, Le Seuil, 1973.
- Les Quarante-huitards, Paris, Gallimard-Julliard, collection « Archives », 1976.
- Histoire de la Provence, en collaboration avec Raoul Busquet et V.-L. Bourilly, Paris, Que sais-je ?, 1976, 128 p.
- Le Cercle dans la France bourgeoise, 1810-1848, Paris, Armand Colin, 1977.
- Marianne au combat. L'imagerie et la symbolique républicaines de 1789 à 1880, Paris, Flammarion, 1979.
- Direction de l’Histoire de Toulon, Toulouse, Privat, 1980.
- Histoire vagabonde (3 volumi) 1988
- Marianne au pouvoir. L'imagerie et la symbolique républicaines de 1880 à 1914, Paris, Flammarion, 1989.
- La République de 1880 à nos jours, Paris, Hachette, collection « Histoire de France », tome 5, 1990.
- Histoire vagabonde. Tome 3. La politique en France, d'hier à aujourd'hui, Paris, Gallimard, 1996.
- Coup d'État et République, Paris, Presses de Sciences Po, collection « La Bibliothèque du citoyen », 1997.
- De Gaulle. Histoire, symbole, mythe,  Paris, Hachette Littératures, 2000.
- Les Métamorphoses de Marianne. L'imagerie et la symbolique républicaines de 1914 à nos jours, Paris, Flammarion, 2001.
- Histoire et politique à gauche, Paris, Perrin, 2005